# Псевдоанцистры
Псевдоанцистры (лат. Pseudancistrus) — род лучепёрых рыб из семейства кольчужных сомов, обитающий в Южной Америке. Научное название происходит от греч. pseudes — «ненастоящий», и греч. agkistron — «крюк».

## Описание
Общая длина представителей этого рода колеблется от 8 до 20 см. Голова большая, рыло сильно вытянуто и уплощено сверху. У ряда видов на рыле присутствуют большие одонтоды (кожаные зубчики). Глаза небольшие, расположены в верхней части головы. По бокам головы разветвлённые пучки усов. Туловище крепкое, удлинённое, с костными пластинами на спине и частично на животе, по бокам они отсутствуют. Спинной плавник высокий, широкий, довольно длинный. Грудные плавники суженные, длинные, на шипах этих плавников у самцов есть одонтоды. Брюшные плавники умеренно широкие, с округлыми кончиками. Жировой плавник маленький. Анальный плавник маленький, направленный книзу, с короткой основой. Хвостовой плавник умеренно широкий.
Окраска обычно тёмно-серая (иногда песчано-жёлтая), с более светлой окраской на животе. У некоторых видов, есть светлые пятна или пятна по бокам. Плавники такого же цвета как и тело, но у некоторых видов есть полосы на хвостовом плавнике с оранжевой или красной окантовкой на спинном и хвостовом плавниках.

## Образ жизни
Это донные рыбы. Предпочитают жить в пресных и чистых водоёмах. Встречаются на каменистых и скалистых грунтах и быстром течении. Активны преимущественно в сумерках и ночью. Питаются мягкими водорослями и личинками насекомых.

## Распространение
Обитают в бассейнах рек Кукенан, Карони, Суринам, Жагуарибе, Ояпок, Амазонка и Ориноко.

## Классификация
На апрель 2018 года в род включают 19 видов:
- Pseudancistrus asurini Silva, Roxo & Oliveira, 2015
- Pseudancistrus barbatus (Valenciennes, 1840)
- Pseudancistrus brevispinis (Heitmans, Nijssen & Isbrücker, 1983)
- Pseudancistrus coquenani (Steindachner, 1915)
- Pseudancistrus corantijniensis De Chambrier & Montoya-Burgos, 2008
- Pseudancistrus depressus (Günther, 1868)
- Pseudancistrus genisetiger Fowler, 1941
- Pseudancistrus guentheri (Regan, 1904)
- Pseudancistrus kwinti Willink, Mol & Chernoff, 2010
- Pseudancistrus longispinis (Heitmans, Nijssen & Isbrücker, 1983)
- Pseudancistrus niger (Norman, 1926)
- Pseudancistrus nigrescens Eigenmann, 1912
- Pseudancistrus orinoco (Isbrücker, Nijssen & Cala, 1988)
- Pseudancistrus papariae Fowler, 1941
- Pseudancistrus pectegenitor Lujan, Armbruster & Sabaj Pérez, 2007
- Pseudancistrus reus Armbruster & Taphorn, 2008
- Pseudancistrus sidereus Armbruster, 2004
- Pseudancistrus yekuana Lujan, Armbruster & Sabaj Pérez, 2007